# Casa Joan Ribera
La casa Joan Ribera era un edifici del segle xviii situat al carrer Nou de Sant Francesc, 16-16 bis de Barcelona, inclòs al Catàleg de Patrimoni del 1979 i actualment desaparegut.

## Història
La història de la finca va lligada a l'obertura del carrer Nou de Sant Francesc, que obeeix a un pla urbanístic de mitjans del segle xvii. El 1731, Joan Verde, mestre major de la fàbrica de galeres (les Drassanes Reials) va adquirir la propietat, i el 1733, va sol·licitar permís per a reedificar-la. A la seva mort el 1766 va deixar com a hereva la seva muller Vicenta, que el 1790 va establir la propietat en emfiteusi al corredor reial de canvis Joan Ribera i Oriol. Aquest hi va remuntar un tercer pis, a més de redistribuir les obertures de la façana, i el 1792, va adquirir la finca veïna (Nou de Sant Francesc, 16 bis). Ribera feia d'intermediari en branques molt variades dins el comerç barceloní, com la importació de primeres matèries que s'utilitzaven per a la confecció de les indianes, a més de condiments alimentaris que procedien del continent americà. Per la seva activitat, va tenir una relació estreta amb empresaris com Joan Bacigalupi i Onofre Glòria.
Posteriorment, hi visqué l'arqueòleg i escriptor Joaquim Guasch i Ribera (1848-1923), pare del poeta Joan Maria Guasch i Miró (1878-1961).
Finalment, l'edifici fou descatalogat i enderrocat pel Pla Especial d'Enllaç de la Rambla amb el carrer Rull (1991), redactat per l'arquitecte Ferran Sagarra i modificat el 1992 per Ernest Compta, que hi preveia la construcció d'un bloc d'habitatges de promoció pública i l'actual carrer de Josep Pijoan enlloc de l'antic passatge.

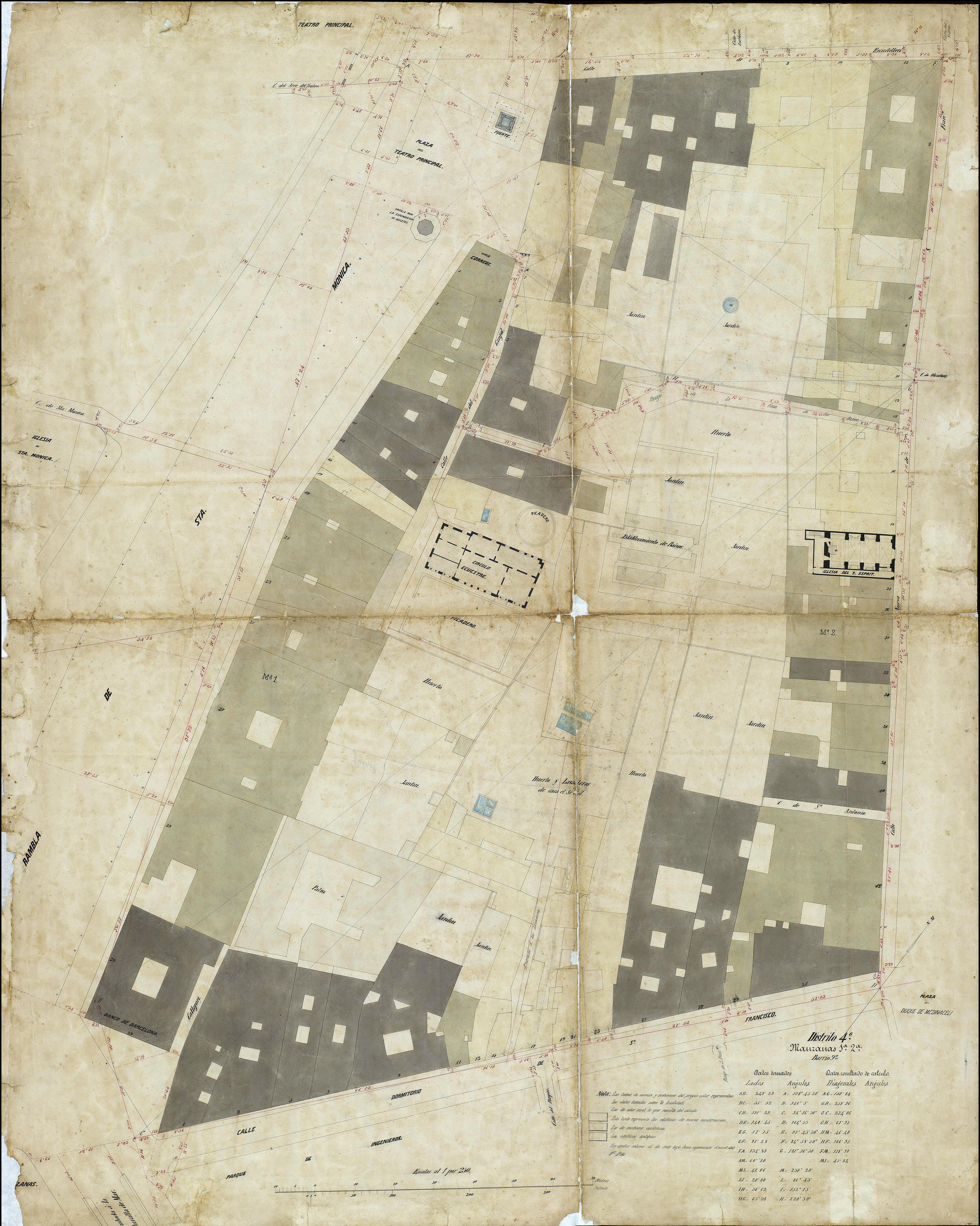
Quarteró núm. 112 de Garriga i Roca (c. 1860)

## Descripció
Es tractava d'un edifici de planta baixa i tres pisos sobre una parcel·la gran, que contenia un pati interessant. Les obertures de la façana tenien llindes i brancals de pedra, igual que les llosanes dels balcons, amb baranes de ferro forjat. Hi havia uns esgrafiats, molt deteriorats, que repetien motius a manera de carreus.

### Les pintures d'«el Vigatà»
Cap al 1793, Ribera en va encarregar la decoració dels interiors al pintor Francesc Pla «el Vigatà» (1743-1805). Hom suposa que la part més decorativa va ser realitzada per un altre pintor, que es creu que va ser Llucià Romeu (1761-1846), cunyat i col·laborador seu.
El 1901, les pintures van ser adquirides per Eusebi Güell, que les va fer instal·lar a la casa Larrard al Parc Güell sota la direcció de Gaudí. Arran de la conversió de l'edifici en escola pública, el 1934 o el 1935 les va comprar Pau Casals, que les va fer instal·lar a la seva vil·la de Sant Salvador del Vendrell. En l'actualitat, el conjunt es pot contemplar en una sala específica al Museu Pau Casals, que reprodueix la distribució originària del saló.
El programa pictòric gira entorn dels amors entre els déus de l'Olimp, segons es narra a Les Metamorfosis d'Ovidi. Consta de nou plafons murals, de dimensions variables, on es representen, d'esquerra a dreta: Bacus i Ariadna; Pan i Siringa; Acis i Galatea; Mart i Venus; Mercuri i Venus; Venus i Adonis; Leda i el cigne; Juno i Júpiter; i, finalment, Apol·lo i Dafne. En el sostre s'ha plasmat una gran al·legoria del comerç marítim i la prosperitat econòmica de Barcelona, simbolitzada en els déus Mercuri i Ceres.